# Elmar Fischer
Elmar Fischer (ur. 6 października 1936 w Feldkirch, zm. 19 stycznia 2022 tamże) – austriacki biskup rzymskokatolicki, biskup diecezjalny Feldkirch w latach 2005–2011.

## Życiorys
Święcenia kapłańskie otrzymał 29 czerwca 1961 i został inkardynowany do diecezji Feldkirch. Przez osiem lat pracował w duszpasterstwie parafialnym, zaś w latach 1970–1982 był rektorem niższego seminarium w Bregencji. Od 1979 odpowiadał za Centrum Małżeństwa i Rodziny w Feldkirch. W 1989 wybrany wikariuszem generalnym diecezji, w 2004 przejął obowiązki jej tymczasowego administratora.
24 maja 2005 papież Benedykt XVI mianował go biskupem diecezjalnym diecezji Feldkirch. Sakry biskupiej udzielił mu bp Klaus Küng.
15 listopada 2011 papież Benedykt XVI przyjął jego rezygnację z urzędu złożoną ze względu na wiek.